# 백양궁
백양궁(白羊宮, ♈, Aries(/ˈɛəriːz/), 뜻: 양]) 은 황도대의 첫 번째 점성술의 별자리로, 황도 좌표계의 맨처음 30도에 걸쳐 있는데, 태양이 이 구간을 지나는 기간은 매년마다 평균적으로 3월 21부터 4월 19일까지이다.
회귀황도대 점성술 체계에 의하면, 태양은 약 3월 21일경에 북향 춘분점에 도달할 때, 양자리에 들어간다. 지구가 태양 주위를 도는데 거의 365.25일이 걸린다는 사실로 인하여, 춘분의 정확한 시간은 매년마다 같지 않으며, 윤년에는 (뒤로) 하루 건너뜀을 감안해서 일반적으로 매년 약 6시간 정도씩 늦게 나타난다. 1900년부터 춘분일은 3월 20일 08시(2000년)부터 3월 21일 19시(1903년)까지였다.
항성황도대 점성술에서, 태양은 (거의) 4월 15일부터 5월 15일까지 이 별자리를 지난다. 이 기간들에 태어난 개인들은 그들이 동의하는 점성술 체계에 따라 '양자리 태생의 사람들'(Arians 또는 Ariens)이라고 불릴 수도 있다.

## 연관 행성
점성술에서, 행성의 거주지는 그것이 주인지위를 가지는 황도대 별자리이다. 양자리의 주인으로 불리는 또는, 양자리와 어울리는 행성은 화성이다.

## 같이 보기
- 천문 기호
- 띠 (생초)
- 사이 (점성술)
- 점성술의 역사

## 참고 문헌

### 인용
1. ↑  Greenwich, Royal Observatory. “Equinoxes and solstices”. ROG learning team. 2013년 1월 14일에 원본 문서에서 보존된 문서. 2013년 1월 21일에 확인함.
2. ↑  Oxford Dictionaries. "Arian"[깨진 링크(과거 내용 찾기)]. Definition. 갱신: 2013년 1월 18일.

### 자료
- Heindel, Max (1919). 《Simplified Scientific Astrology: A Complete Textbook on the Art of Erecting a Horoscope, with Philosophic Encyclopedia and Tables of Planetary Hours》 4판. Rosicrucian Fellowship. OCLC 36106074., OCLC 36106074